# Disarm the Descent
Albums de Killswitch Engage
Killswitch Engage
(2009) Incarnate
(2016)
Singles
1. In Due Time
Sortie : 5 février 2013
2. Always
Sortie : 26 juillet 2013

Disarm the Descent est le sixième album studio du groupe de metalcore américain Killswitch Engage. L'album sort le 2 avril 2013 chez Roadrunner Records. Il marque le retour de Jesse Leach au chant depuis Alive or Just Breathing paru en 2002. Le groupe annonce le retour de Leach en janvier 2012, après que Howard Jones s'est retiré du groupe en raison de problèmes de santé. L'album reçoit un accueil globalement positif.
« In Due Time », premier single de l'album, est sélectionné dans la catégorie « Meilleure prestation metal » aux Grammy Awards 2014.

## Contexte
Jesse Leach déclare a propos de l'album : « C'est avec un état d'esprit reconnaissant que nous nous préparons à la sortie du disque. ». « De la musique aux paroles en passant par la couverture, nous sommes tous fier de ce que nous avons réalisés. Pour moi, c'est de loin ma meilleure performance, un grand merci à Adam pour ses conseils et sa confiances en mes capacités. Je suis très reconnaissant d'être là où je suis dans la vie, de retour dans un groupe extraordinaire avec un album que nous sommes tous impatients de faire découvrir au monde entier. Merci à tous les fans pour leur accueil chaleureux et leur amour indéfectible ».
L'album est produit par Adam Dutkiewicz et mixé par Andy Sneap. La couverture de l'album est réalisée par le bassiste du groupe Mike D'Antonio et sa société de graphisme DarkicoN.

## Style
Jesse Leach déclare dans une interview donné à Loudwire que « La musique de l'album est la plus rapide que le groupe ait composé, elle est très lourde mais reste quand même dans le style mélodique et accrocheur de Killswitch. »
Le batteur Justin Foley déclare dans un documentaire, détaillant la création de l'album, que ses morceaux de batterie contiennent bien plus de blasts beats que dans les albums précédents[réf. nécessaire].

## Sortie
Le premier single extrait de l'album, « In Due Time », sort en ligne le 5 février 2013, et en streaming sur la chaîne YouTube du groupe le 30 janvier 2013. Le 27 février 2013, le clip est diffusé en avant-première sur le site du magazine Rolling Stone. Le 18 mars 2013, Killswitch Engage dévoile une deuxième chanson de l'album intitulé « The New Awakening » sur leur chaîne YouTube. Le 26 mars 2013, le groupe ouvre au streaming l'album complet pendant 48 heures,. Une édition limitée de l'album avec une pochette alternative est aussi disponible en format physique (CD/DVD) et digital. Le DVD contient un documentaire de 35 minutes détaillant le making-of de l'album.

## Accueil et Critiques

### Critique
L'album reçoit un accueil hautement positif de la part des critiques ; le site Metacritic lui attribue une note globale de 79 sur 100, sur la base de six critiques professionnelles[réf. nécessaire].
Greogory Heaney de Allmusic donne la note de 3 étoiles sur 5, accompagnée du commentaire suivant : « Depuis que Leach a quitté le groupe, Killswitch Engage a mûri et est devenu un groupe plus renforcé et plus raffiné qu'il ne l'était à la sortie de Alive or Just Breathing, et bien que Leach ait certainement grandi en tant que chanteur dans les années qui ont suivi, l'album ne retrouve pas tout à fait le sens de la catharsis que le groupe possédait à l'époque »[réf. nécessaire]. Dean Brown, de PopMatters, donne à l'album huit étoiles sur dix, et fait la critique suivante : « Disarm the Descent est le fruit généreux du rajeunissement de Killswitch, et la preuve que, dans la vie comme dans le métal, il y a des secondes chances. »[réf. nécessaire].

### Commercialisation
L'album s'écoule à 48 000 copies aux États-Unis lors de sa première semaine, et il se hisse à la septième place du Billboard 200 et à la première place du Top Hard Rock Albums Chart et du Top Rock Album Chart,.
L'album débute à la quinzième place du UK Albums Chart et à la sixième place du ARIA Chart.

## Liste des titres
Toutes les chansons sont écrites et composées par Killswitch Engage.
| 1.    | The Hell in Me          | 2:57 |
| 2.    | Beyond the Flames       | 2:53 |
| 3.    | The New Awakening       | 3:30 |
| 4.    | In Due Time             | 3:18 |
| 5.    | A Tribute to the Fallen | 4:02 |
| 6.    | Turning Point           | 3:12 |
| 7.    | All We Have             | 3:20 |
| 8.    | You Don't Bleed for Me  | 3:20 |
| 9.    | The Call                | 2:50 |
| 10.   | No End in Sight         | 3:29 |
| 11.   | Always                  | 4:33 |
| 12.   | Time Will Not Remain    | 3:13 |
| 40:40 |                         |      |

| Édition spéciale | Édition spéciale          | Édition spéciale | Édition spéciale | Édition spéciale | Édition spéciale | Édition spéciale | Édition spéciale | Édition spéciale | Édition spéciale |
| No               | Titre                     | Durée            |                  |                  |                  |                  |                  |                  |                  |
| ---------------- | ------------------------- | ---------------- | ---------------- | ---------------- | ---------------- | ---------------- | ---------------- | ---------------- | ---------------- |
| 13.              | Blood Stains              | 3:21             |                  |                  |                  |                  |                  |                  |                  |
| 14.              | Slave to the Machine      | 3:07             |                  |                  |                  |                  |                  |                  |                  |
| 15.              | Numbered Days (Live 2012) | 3:45             |                  |                  |                  |                  |                  |                  |                  |
| 16.              | My Curse (Live 2012)      | 3:53             |                  |                  |                  |                  |                  |                  |                  |
| 54:46            |                           |                  |                  |                  |                  |                  |                  |                  |                  |

| 13. | Blood Stains                     | 3:21 |
| 14. | Slave to the Machine             | 3:07 |
| 15. | Numbered Days (Live 2012)        | 3:45 |
| 16. | My Curse (Live 2012)             | 3:53 |
| 17. | The End of Heartache (Live 2012) | 4:54 |
| 18. | Vide Infra (Live 2012)           | 3:49 |

| 13. | Always (Acoustic Version) | 3:46 |

## Interprètes

### Killswitch Engage
- Jesse Leach – chant
- Adam Dutkiewicz – guitar solo, chœurs
- Joel Stroetzel – guitare rhythmique, chœurs
- Mike D'Antonio – guitare basse
- Justin Foley – batterie

### Equipe de production
- Adam Dutkiewicz – Producteur
- Andy Sneap – Mixage et mastering
- DarkicoN Design – Direction artistique
- Jeremy Saffer et DarkicoN Design – Direction de la photo
- Travis Shinn – Photo du groupe

## Résultats
| Chart (2013)                             | Peak position |
| ---------------------------------------- | ------------- |
| Australian Albums (ARIA)                 | 6             |
| Austrian Albums (Ö3 Austria)             | 15            |
| Belgian Albums (Ultratop Flanders)       | 63            |
| Belgian Albums (Ultratop Wallonia)       | 94            |
| Canadian Albums (Billboard)              | 6             |
| Dutch Albums (Album Top 100)             | 75            |
| Finnish Albums (Suomen virallinen lista) | 8             |
| French Albums (SNEP)                     | 133           |
| German Albums (Offizielle Top 100)       | 12            |
| Irish Albums (IRMA)                      | 96            |
| Japanese Albums (Oricon)                 | 55            |
| New Zealand Albums (RMNZ)                | 17            |
| Norwegian Albums (VG-lista)              | 25            |
| Swedish Albums (Sverigetopplistan)       | 48            |
| Swiss Albums (Schweizer Hitparade)       | 23            |
| UK Albums (OCC)                          | 15            |
| UK Rock & Metal Albums (OCC)             | 2             |
| US Billboard 200                         | 7             |
| US Digital Albums (Billboard)            | 7             |
| US Top Hard Rock Albums (Billboard)      | 1             |
| US Top Rock Albums (Billboard)           | 1             |
| US Top Tastemaker Albums (Billboard)     | 5             |